# Johann Jakob Dorner der Jüngere

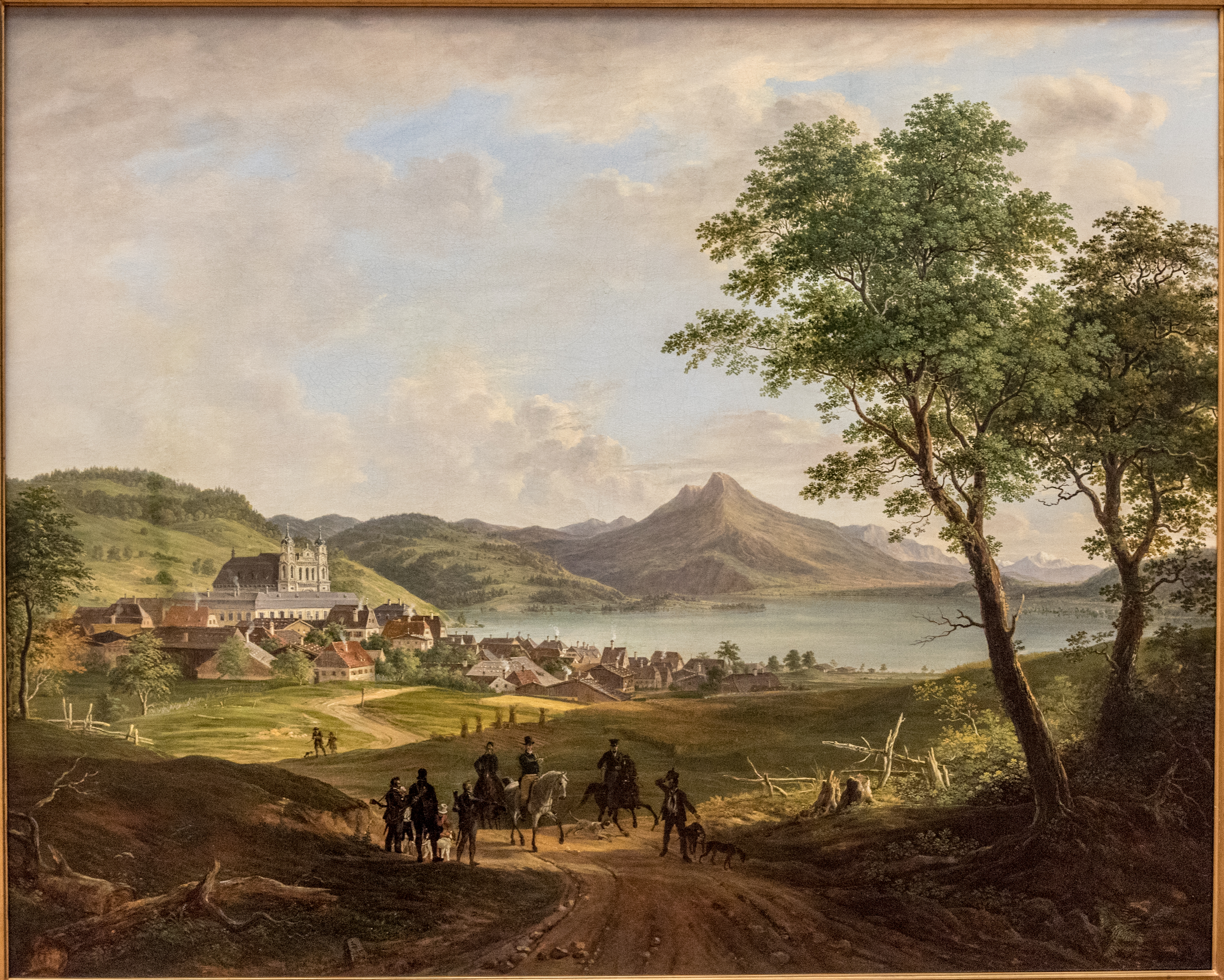
Jagdgesellschaft am Mondsee, um 1817, Museum Georg Schäfer

Johann Jakob Dorner der Jüngere (* 7. Juli 1775 in München; † 4. Dezember 1852 ebenda) war ein deutscher Landschaftsmaler und Druckgraphiker. Er war der Sohn von Johann Jakob Dorner dem Älteren.

## Leben und Werk
Dorner lernte bei seinem Vater zeichnen und schuf zuerst Radierungen. 1803 zeichnete er zwei Lithographien, Erinnerungsmonumente in Abbach und Saal, die zu den frühesten künstlerischen Werken in dieser neuen Technik zählen. Im gleichen Jahr wurde er Restaurator am Vorgänger der Alten Pinakothek, der Hofgartengalerie, zu deren Galerie-Inspektor er 1808 ernannt wurde. Ab 1820 erkrankte er an den Augen und wurde mehrfach, erfolgreich operiert. 1824 wird er zum Ehrenmitglied der Akademie ernannt.
Sein Werk wird in drei Perioden eingeteilt: Bis zu den Augenoperationen, die 1820er Jahre, wobei ab 1829 eine Zeit beginnt, die als „Niedergang“ charakterisiert wird und schließlich eine dritte „ohne Höhepunkte“ nach einem Schlaganfall am 8. Oktober 1843.
Dorner bereiste ausgiebig Bayern, insbesondere Oberbayern, wobei er intensiv skizzierte und Aquarelle schuf, die ihm als Vorlagen für seine Landschaftsgemälde dienten. In dieser Technik ist er vom Freundeskreis um Johann Georg von Dillis geprägt. Während die Skizzen und Studien einen frischen Eindruck der Natur bieten, zeigen Dorners Landschaftsgemälde noch stärker als im Dillis-Kreis die Rezeption der niederländischen Malerei des 17. Jahrhunderts.

„Johann Jakob Dorner d.J. gehört zur ersten Generation der Münchner Landschafter, die in Johann Georg Dillis […] und Wilhelm von Kobell […] ihre bedeutendsten Vertreter hat. Sie alle sahen ihre Vorbilder in den alten holländischen Meistern Jacob van Ruisdael und Allart van Everdingen. Damit hatten sie im Gegensatz zur traditionsgebundenen idealen Landschaftsmalerei in der Nachfolge Claude Lorrains eine wirklichkeitsnahe Naturwiedergabe zum Ziel und waren auch um eine möglichst realistische Lichtsituation bemüht.“

Größere Bestände seiner Werke befinden sich in den Bayerischen Staatsgemäldesammlungen und in der Staatlichen Graphischen Sammlung München. Weitere Werke sind im Museum Georg Schäfer in Schweinfurt ausgestellt.
Johann Dorner starb 1852 im Alter von 77 Jahren in München.

## Grabstätte

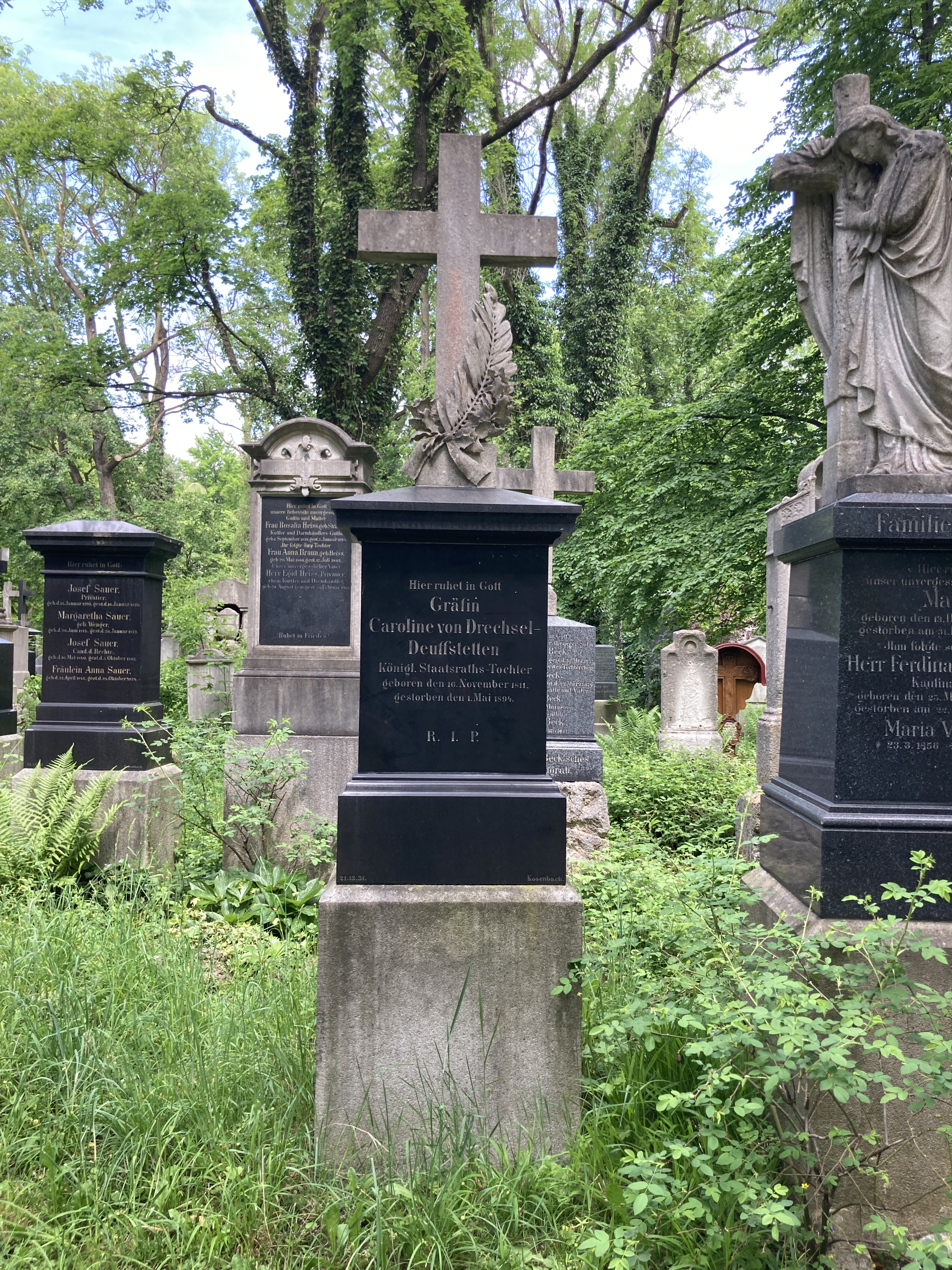
Grab von Johann Dorner auf dem Alten Südlichen Friedhof in München

Die Grabstätte von Johann Dorner befindet sich auf dem Alten Südlichen Friedhof in München (Gräberfeld 21 – Reihe 13 – Platz 31) Standort. Auf dem Grabstein ist nur Caroline von Drechsel-Deuffstetten erwähnt und Johann Dorner nicht aufgeführt aber im Grabbuch vermerkt.